# Triumfetta setulosa
Triumfetta setulosa là một loài thực vật có hoa trong họ Cẩm quỳ. Loài này được Mast. miêu tả khoa học đầu tiên năm 1868.